# District de Hwange

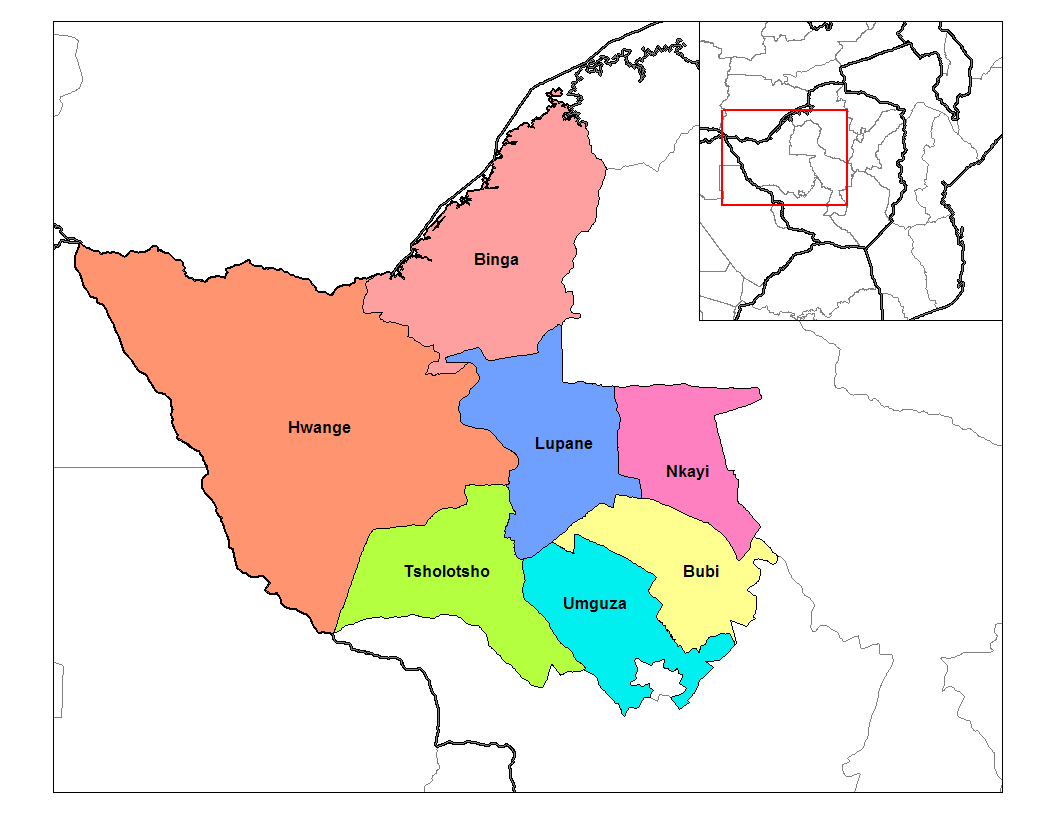
Une carte des districts du Matabeleland septentrional.

Le district de Hwange est une subdivision administrative de second ordre de la province du Matabeleland septentrional au Zimbabwe. Son centre administratif est Hwange.